# Грушківська волость (Чигиринський повіт)
Грушківська волость — історична адміністративно-територіальна одиниця Чигиринського повіту Київської губернії з центром у селі Грушківка.
Станом на 1885 рік складалася з 2 поселень, 2 сільських громад. Населення — 4066 осіб (1999 чоловічої статі та 2067 — жіночої), 739 дворових господарств.
Наприкінці 1880-х років волость було прєднано до Кам'янської волості.
|                     | Площа, десятин | У тому числі орної, дес. |
| ------------------- | -------------- | ------------------------ |
| Сільських громад    | 2490           | 1869                     |
| Приватної власності | 2741           | 1427                     |
| Іншої власності     | 116            | 61                       |
| Загалом             | 5347           | 3357                     |

Поселення волості:
- Грушківка — колишнє власницьке село при річці Косарі за 90 верст від повітового міста, 1967 осіб, 373 двори, православна церква, школа, 2 постоялих будинки, 2 лавки, бурякоцукровий завод із лікарнею.
- Косарі — колишнє власницьке село при річці Косарі, 1977 осіб, 366 дворів, православна церква, школа, 2 постоялих будинки, лавка, 2 водяних і вітряний млин.